# Iuppiter

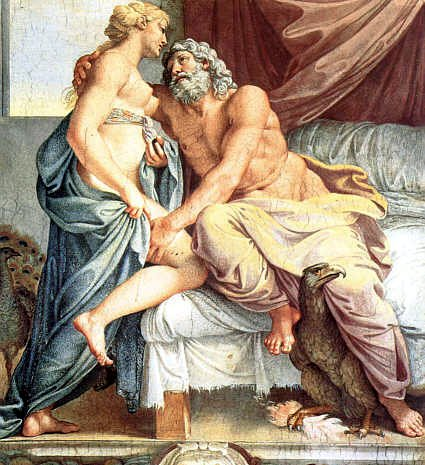
Iuppiter és Iuno

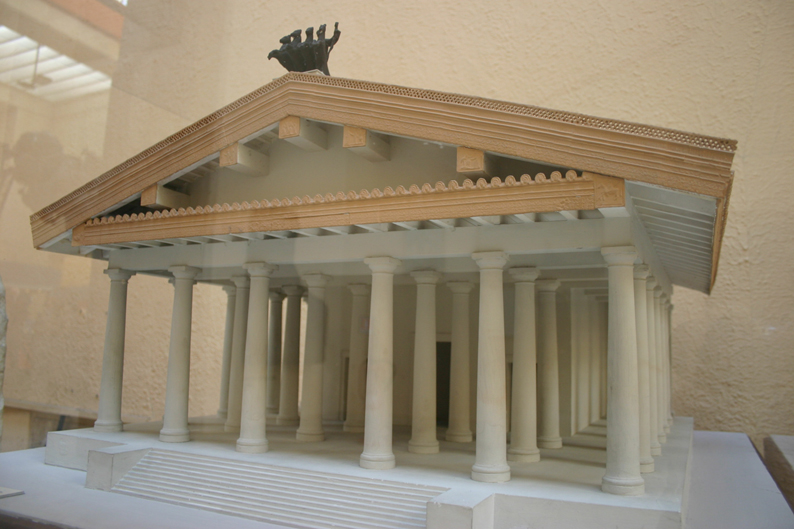
A capitoliumi etruszk stílusú Iuppiter-templom rekonstrukciója

Jupiter (Juppiter) vagy klasszikus írásmódban Iuppiter római főisten, a görög Zeusz megfelelője. 
Diespiter (Ég Atya) néven is hívták. A Iuppiter és a Diespiter nevek alakjának második tagja a pater (= atya) szóval azonos, első tagja pedig a görög Zeusz isten nevével rokon. 
Neve gyakran Iuppiter Optimus Maximus (Legnagyobb és Legjóságosabb Iuppiter) alakban is előfordult.
Úgy, mint Zeusz, ő is kezdettől fogva elsősorban az Ég ura; melléknevei közül erre mutat a tonans (= mennydörgő), pluvius (= esőt hozó). Korán azonosították Zeusz alakjával, olyannyira, hogy a költőknél Jupiter pusztán Zeusz latin nevének tekinthető; római vonás leginkább a capitoliumi Iuppiter, Iuppiter Capitolinus tiszteletében érvényesült.
Ő a legelső megszemélyesített római istenek egyike: Marsszal és Quirinusszal együtt alkottak egy ősi istenhármasságot, mely az egész államot képviselte és oltalmazta (nem csak egyes közösségeket). 
Az etruszk hatásra a Capitoliumon épült első hivatalos állami szentélyben azonban már egy „fiatalabb” triász tiszteletére mutattak be áldozatokat: ebben Jupiter mellett Iunót és Minervát találjuk. Alakja a dél-itáliai görögökkel való érintkezés során azonosult Zeuszéval.
Itália-szerte a dombok csúcsain imádták; így a Rómától délre fekvő Alban-dombon Iuppiter Latiarisként az istentiszteletének ősi székhelye volt.
Iuppiter etruszk megfelelője Tinia. Tinia az etruszk mitológiában az ég istene. Feleségeivel, Unival és Menrvával alkottak istenhármasságot. A római mitológiában Jupiter felesége Iuno, akit Iuno Regina néven is ismertek (Iuno királynő). Jelképei: villámköteg, lándzsa, jogar.
A keleti kultuszokkal kapcsolatba jutó rómaiak általában vele azonosították a főbb keletii isteneket, így az egyiptomi Ámont Iuppiter Ammonnak nevezték és kosszarvakkal ábrázolták.
A vihar félelmes istensége volt, kinek fegyvere a villám, s kinek hatalmas akaratát a villám feltűnéséből és a madarak röptéből igyekeztek kiolvasni az augurok (jósok).  Mint a pusztító vihar istenét Verovisnak (= gonosz J.), a jótékony, várva várt esőt küldő minőségében Eliciusnak (= esőt kicsaló) vagy Pluviusnak (= esőt hozó) nevezték.
A csatában mint J. Stator (= megállító) segítségére siet híveinek, s ezért a győzelmes római hadvezér az ellenség vezérének zsákmányul ejtett fegyverzetét (lat. spolia opinia) neki áldozta. Mielőtt a római nép valamely államnak hadat üzent, Jupiter papjai, a fetinusok az ő nevében kértek a sérelemért elégtételt, mert a bűnöst ő villámával sújtja. Ugyanez a körülmény tette őt eskü-istenséggé, aki az ő nevére esküdött, az esküszegés esetén az ő büntetésének tette ki magát. Ezért Jupiter templomában állt a határkő szent szimbóluma: a birtok határainak önkényes elmozdítóját is ő bünteti villámával.
Leghíresebb szentélye a római Capitoliumon állt. Abban az arányban, ahogy Róma városa a maga hatalmát lassan az egész ismert világra kiterjesztette, a capitoliumi Jupiter (J. Capitolinus v. J. Optimus Maximus a. m. a legjobb és legnagyobb Jupiter) Róma istenéből az egész ismert világ istenévé vált.
A különböző feladatai ellátása közben aktuális mellékneveken szerepel:
- Iuppiter Stator - A hadseregek kísérője, mert megállítja a harcból menekülőket.
- Iuppiter Feretrius - biztosítja a hadizsákmányt.
- Iuppiter Fulguralis - a villámszóró.
- Iuppiter Terminus - a határok felett őrködő.
- Iuppiter Pluvialis - esőt hozó és esőt küldő.
- Iuppiter Optimus Maximus - a Legjobb és Legnagyobb.
- Iuppiter Tonans – mennydörgő

Kultusza az etruszk hódítás után terjedt el Rómában, ekkor épült az etruszk stílusú capitoliumi Iuppiter Tonans-templom, amely név szó szerinti fordítása a templomban is olvasható Zeusz Brontósz névnek. Ez az épület Róma későbbi történetében mindig is nagy szerepet játszott, egyfajta állami jelképpé vált. A felnőtté válás ünnepétől kezdve (amikor a toga viridis felöltésére került sor) a consulok hivatalba lépés előtti bikaáldozatán keresztül a triumphus aktusáig sok fontos vallási és állami esemény helyszíne volt.
Főpapja a flamen dialis volt. Ezt a tisztet például Caius Iulius Caesar is betöltötte egy ideig. A flamen dialis mindennapi életére vonatkozóan rendkívül szigorú szabályozások voltak, tekintettel Iuppiter nagy jelentőségére.